# Partido judicial de Manacor
El partido judicial de Manacor, también llamado partido judicial n.º 4 de las Islas Baleares, es uno de los seis partidos judiciales en los que se divide la comunidad autónoma de Islas Baleares. Comprende los municipios de Ariañy, Artá, Campos, Capdepera, Felanich, Manacor, Montuiri, Petra, Porreras, Las Salinas, San Juan, San Lorenzo del Cardezar, Santañí, Son Servera y Villafranca de Bonany, todos situados en la isla de Mallorca. La cabeza de partido y por tanto sede de las instituciones judiciales es Manacor. Cuenta con cinco juzgados de Primera Instancia y tres de Instrucción.